# میدان خراسان
میدان خراسان، میدانی در جنوب شرق تهران است که از سمت شمال به خیابان ۱۷ شهریور و در نهایت به میدان امام حسین می‌رسد. میدان خراسان عمدتاً به مجموعه محلات اطراف آن نیز اطلاق می‌شود.
میدان خراسان در گذشته‌های دور یکی از دروازه‌های تهران و از محله‌های قدیمی پایتخت بوده که زادگاه افراد نامداری است.